# Mahidol Adulyadej

Mahidol Adulyadej in Marineuniform (ca. 1920)

Prinz Mahidol Adulyadej, Fürst von Songkhla (Thai สมเด็จฯ เจ้าฟ้ามหิดลอดุลยเดช กรมหลวงสงขลานครินทร RTGS: Somdet Chao Fa Mahidon Adunyadet Krommaluang Songkhla Nakharin; postum verliehener Titel: สมเด็จพระมหิตลาธิเบศร อดุลยเดชวิกรม พระบรมราชชนก Somdet Phra Mahittalathibet Adunyadetwikrom Phra Borommaratchachanok; * 1. Januar 1892 in Bangkok; † 24. September 1929 in Bangkok) war ein Mitglied der siamesischen (heute thailändischen) Königsfamilie, Marineoffizier und Arzt. Er war der Sohn von König Chulalongkorn (Rama V.) und Königin Savang Vadhana und der Vater der späteren Könige Ananda Mahidol (Rama VIII.) und Bhumibol Adulyadej (Rama IX.).

## Frühe Jahre
In seiner Jugend wurde Prinz Mahidol Adulyadej zunächst in der Hofschule des Großen Palastes erzogen. Im Alter von 13 erhielt er den Titel des Fürsten von Songkhla. Im selben Jahr wurde er nach London gesandt, wo er 18 Monate an der Harrow School ausgebildet wurde, bevor er nach Potsdam an die Kadettenanstalt der preußischen Armee und später an die Hauptkadettenanstalt Groß-Lichterfelde wechselte. Auf Wunsch seines Halbbruders, des Königs Vajiravudh (Rama VI.), trat Mahidol 1912 in die deutsche Kaiserliche Marine als Seekadett (Crew 1912) ein, diente auf dem Schulschiff Victoria Louise und besuchte anschließend die Marineschule Mürwik in Flensburg, wo er u. a. einen Wettbewerb zur Konstruktion eines Unterseebootes gewann.

Prinz Mahidol

Nach Erhalt seines Offizierspatents als Leutnant zur See sowohl der Kaiserlichen als auch der Königlich-Siamesischen Marine kehrte Mahidol bei Ausbruch des Ersten Weltkriegs (in dem Siam zunächst neutral blieb, aber die bis dahin guten Beziehungen zu Deutschland einfror, bevor es diesem 1917 sogar den Krieg erklärte) nach Siam zurück. Dort wurde er zunächst in der Ausbildung von Marineoffizieren tätig. Nach einem Streit um die sinnvollste Ausrichtung der siamesischen Marine, wobei es im Wesentlichen um die optimale Schiffsgröße für die siamesische Flotte ging, verließ er 1916 die Marine (im Rang eines Kapitäns zur See) und kümmerte sich fortan um die medizinische Versorgung und Ausbildung im Land.

## Medizinische Tätigkeit
Das siamesische Gesundheitssystem befand sich zur Zeit des Ersten Weltkriegs weit unter dem westlichen Standard und erhielt auch nicht sehr viel Aufmerksamkeit seitens des Königs und der Regierung. Das von König Chulalongkorn gegründete Siriraj-Krankenhaus war zu klein und hatte zu wenig Geldmittel und Personal zur Verfügung, um die Gesundheit der Bevölkerung wesentlich zu verbessern. Zur Zeit seines Austritts aus der Marine war Mahidols älterer Halbbruder, Prinz Rangsit Prayurasakdi (Fürst von Chai Nat), Leiter der medizinischen Ausbildung. Dieser versuchte, Mahidol für sein Vorhaben zu gewinnen, die medizinische Versorgung der Bevölkerung auf westlichen Standard zu heben. Nach anfänglichem Zögern stimmte Mahidol zu, doch wollte er sich zunächst in einem Studium ausbilden lassen.
Mahidol studierte ab 1917 Gesundheitswissenschaften (Public Health) und den Vorbereitungskurs für das Medizinstudium (Pre-medical) an der Harvard-Universität und dem Massachusetts Institute of Technology (MIT). Auf Veranlassung des Prinzen und seiner Mutter wurden vier weitere Studenten in die USA geschickt, die Medizin und Krankenpflege studieren sollten, darunter auch die 18-jährige Sangwal Talabhat, seine spätere Ehefrau. Die beiden heirateten 1920, trotz des Grundsatzes der Königsfamilie, dass hochrangige Prinzen keine Bürgerlichen heiraten sollten. Da Sangwal aber als Kammerfräulein die Sympathie der Königinwitwe Savang Vadhana (Mahidols Mutter) gewonnen hatte und Mahidol zum damaligen Zeitpunkt kein wahrscheinlicher Kandidat für die Thronfolge war, wurde eine Ausnahme gemacht und sie erhielten den Segen des Palasts. Aufgrund ihrer Abstammung erhielt Mahidols Frau zunächst nur den relativ geringen Titel Mom Sangwal Mahidol na Ayutthaya.
1921 schloss Mahidol sein Studium mit einem Certificate in Public Health (C.P.H.) ab. In der Folgezeit reisten er und seine Frau durch die USA, verschiedene Staaten Europas, des Nahen Ostens und Asiens – teils zum Vergnügen, teils um sich weiterzubilden und teils auch in Ausübung offizieller Pflichten. Unter anderem verhandelte er als Repräsentant Siams mit der Rockefeller-Stiftung um Unterstützung bei der Modernisierung und dem Ausbau der Mediziner- und Krankenpflegeausbildung seines Landes. Seine erste Tochter, Prinzessin Galyani Vadhana, wurde 1923 während eines Aufenthalts in London geboren. Kurze Zeit später kehrten sie nach Siam zurück, wo Mahidol den Posten eines Generaldirektors für Universitätsfragen im Bildungsministerium übernahm. Zugleich war er Leiter der Königlichen Ärzteschule (Vorläufer der heutigen Medizinischen Fakultät Siriraj-Krankenhaus der Mahidol-Universität), wo ab 1923 nach einem auf seine Initiative und mit Unterstützung der Rockefeller-Stiftung entwickelten erneuerten Konzept gelehrt wurde. Er unterrichtete selbst Studenten im vorklinischen Studienabschnitt und lehrte Biologie und Geschichte an der Chulalongkorn-Universität. In dieser Zeit wurden auch die völlig ungenügenden Gebäude des Siriraj-Krankenhauses aus- bzw. umgebaut.

## Späte Jahre

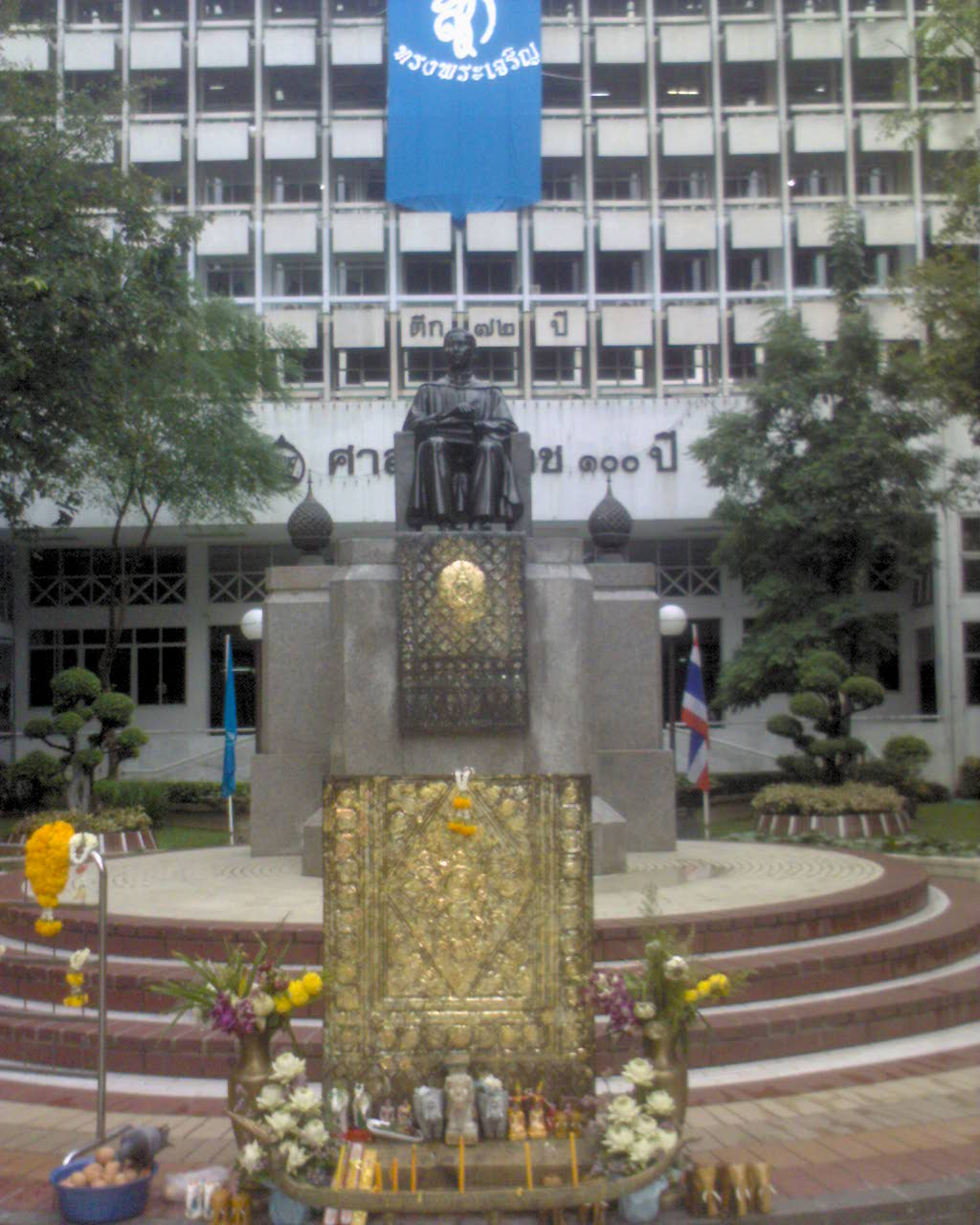
Statue von Prinz Mahidol vor dem Siriraj-Krankenhaus in Bangkok

Aufgrund der Verschlechterung seines Gesundheitszustandes (der von manchen auf die verbreitete Verwandtenheirat in der Königsfamilie zurückgeführt wird – seine Eltern waren Halbgeschwister, mehrere seiner Geschwister starben sehr früh) ging Mahidol 1925 nach Heidelberg, um seine Nieren behandeln zu lassen. Hier wurde sein erster Sohn, Prinz Ananda Mahidol, der spätere König Rama VIII., geboren. Kurze Zeit darauf kehrte Mahidol nach Harvard zurück, wo er ein Medizinstudium aufnahm.
In Cambridge (Massachusetts) wurde 1927 sein Sohn Bhumibol Adulyadej, der spätere König Rama IX., geboren. In den USA, wo es keinen Hochadel und entsprechende Titel gibt, trug der Prinz den schlichten Namen „Mr. Mahidol Songkla“. In der amerikanischen Geburtsurkunde des 2016 verstorbenen Königs wurde entsprechend der Annahme, dass „Songkla“ ein Familienname sei, vorläufig „Baby Songkla“ eingetragen, weil nach der dynastischen Tradition zur Namenswahl die Entscheidung des damaligen Königs, Mahidols Halbbruder Rama VII. (Prajadhipok), eingeholt werden musste. Mahidol machte 1928 seinen M.D.-Abschluss mit der Note cum laude und wurde in die Honor Society Alpha Omega Alpha aufgenommen. Anschließend kehrte er mit seiner Familie im Dezember 1928 nach Siam zurück.
Seinen Wunsch, als Assistenzarzt der Pädiatrie im Siriraj-Krankenhaus zu arbeiten, setzte er nicht durch, weil eine so geringe Position als unvereinbar mit seinem Prinzenstand angesehen wurde. Für Mitglieder der Königsfamilie war es völlig ungewöhnlich, einem bürgerlichen Beruf nachzugehen. Um Konflikten aus dem Weg zu gehen, verließ er die Hauptstadt und arbeitete am von christlichen Missionaren betriebenen McCormick-Krankenhaus in Chiang Mai. Als sich sein Gesundheitszustand erneut stark verschlechterte, kehrte Mahidol nach Bangkok zurück und starb am 24. September 1929, im Alter von 37 Jahren, im Sa-Pathum-Palast. Als Ursache wurde Nierenversagen festgestellt.
Die auf Medizin spezialisierte Mahidol-Universität, die Prince of Songkla-Universität sowie die Prinz-Mahidol-Halle sind nach Prinz Mahidol benannt. Er wird in Thailand als „Vater der modernen Medizin und des Gesundheitswesens“ verehrt. Der Prinz-Mahidol-Preis wird jährlich vom Königshaus für besondere Leistungen auf dem Gebiet der Medizin und des Gesundheitswesens verliehen.